# Gérard-Guy Aymonin
Gérard-Guy Aymonin, né le 14 juin 1934 à Paris 14e et mort le 6 mai 2014 à Paris 13e, est un botaniste français, professeur au Muséum national d'histoire naturelle de Paris.

## Biographie
Gérard-Guy Aymonin fait ses études primaires à Ainay-le-Vieil (Cher), puis ses études secondaires au lycée Montaigne à Paris de 1946 à 1953. Il fréquente, comme travailleur libre, deux laboratoires du Jardin des plantes : celui de paléontologie de Camille Arambourg, où il s'initie à la science des fossiles sous la direction de Jean Roger de 1950 à 1953, et celui de phanérogamie d'Henri Jean Humbert de 1952 à 1956. Bachelier de la section sciences expérimentales en 1953 puis (licencié ès sciences) en sciences, il soutient l'année suivante un diplôme d'études supérieures de botanique. Il se sent définitivement attiré par cette discipline lors du Congrès international de botanique organisé à Paris en 1954 et à laquelle il prend une part active. Il envisagea de passer l'agrégation de sciences naturelles dans la perspective d'une carrière d'enseignant du second degré, lorsqu'Henri Humbert le recrute au Muséum national d'histoire naturelle en 1957 comme assistant dans la chaire de phanérogamie. Il est nommé maître-assistant en 1964, sous-directeur en 1967, puis devient professeur sans chaire en 1990 et enfin professeur en 1992. Pendant sa longue carrière, entièrement au Muséum, il connaît les directions successives de Henri Humbert, André Aubréville, Jean-François Leroy et Philippe Morat. Il est aussi membre de nombreuses sociétés savantes, notamment la Société botanique de France dont il est secrétaire général pendant 25 ans.
Il fut l'époux de la botaniste Monique Keraudren.

## Espèces dédiées
- (Euphorbiaceae) Croton aymoniniorum Leandri[3]
- (Orchidaceae) Ophrys aymoninii (Breistr.) Buttler[4] (Basionyme : Ophrys insectifera L. subsp. aymoninii Breistr.[5])
- (Thymelaeaceae) Octolepis aymoniniana Z.S.Rogers[6]

## Publications scientifiques
- Gérard-Guy Aymonin, « L'emploi des termes taxonomie et taxinomie », Bulletin de la Société Botanique de France, Vol.111, n°3-4, 1964, p.139-140. DOI 10.1080/00378941.1964.10835456
- Gérard-Guy Aymonin, « Etude sur le « Daphne myrtifolia » Poiret (Thyméléacées) », Bulletin de la Société Botanique de France, Vol.116, n°9, 1969, p.531-537. DOI 10.1080/00378941.1969.10838695